# Herrarnas dubbel i rodel vid olympiska vinterspelen 2010
Rodel i dubbelklassen under olympiska vinterspelen 2010 i Vancouver genomfördes den 17 februari vid Whistler Sliding Centre i Whistler, British Columbia. De olympiska mästarna från Turin 2006, österrikarna Andreas Linger och Wolfgang Linger, var snabbast i båda åken och försvarade sitt guld. Silvermedaljen gick till Lettland genom Andris Sics och Juris Sics medan bronsmedaljen togs av Patric Leitner och Alexander Resch från Tyskland.

## Resultat
| Plac. | Startnummer | Namn                                      | Land      | Åk 1            | Åk 2         | Totalt   | Marginal |
| ----- | ----------- | ----------------------------------------- | --------- | --------------- | ------------ | -------- | -------- |
| 1     | 11          | Andreas Linger Wolfgang Linger            | Österrike | 8,217 41,332 TR | 8,191 41,373 | 1.22,705 | 0,000    |
| 2     | 7           | Andris Sics Juris Sics                    | Lettland  | 8,256 41,420    | 8,251 41,549 | 1.22,969 | +0,264   |
| 3     | 6           | Patric Leitner Alexander Resch            | Tyskland  | 8,315 41,566    | 8,261 41,474 | 1.23,040 | +0,335   |
| 4     | 2           | Christian Oberstolz Patrick Gruber        | Italien   | 8,244 41,527    | 8,261 41,585 | 1.23,112 | +0,407   |
| 5     | 4           | André Florschütz Torsten Wustlich         | Tyskland  | 8,276 41,545    | 8,345 41,645 | 1.23,190 | +0,485   |
| 6     | 3           | Dan Joye Christian Niccum                 | USA       | 8,359 41,602    | 8,408 41,689 | 1.23,291 | +0,586   |
| 7     | 1           | Chris Moffat Mike Moffat                  | Kanada    | 8,363 41,675    | 8,319 41,723 | 1.23,398 | +0,693   |
| 8     | 5           | Tobias Schiegl Markus Schiegl             | Österrike | 8,275 41,727    | 8,293 41,801 | 1.23,528 | +0,823   |
| 9     | 8           | Oswald Haselrieder Gerhard Plankensteiner | Italien   | 8,419 41,789    | 8,374 41,860 | 1.23,649 | +0,944   |
| 10    | 10          | Vladimir Makhnutin Vladislav Yuzhakov     | Ryssland  | 8,395 41,798    | 8,422 41,948 | 1.23,746 | +1,041   |
| 11    | 15          | Jan Harnis Branislav Regec                | Slovakien | 8,422 42,018    | 8,411 41,924 | 1.23,942 | +1,237   |
| 12    | 19          | Oskars Gudramovics Peteris Kalnins        | Lettland  | 8,385 41,982    | 8,496 42,013 | 1.23,995 | +1,290   |
| 13    | 9           | Mark Grimmette Brian Martin               | USA       | 8,448 41,821    | 8,571 42,184 | 1.24,005 | +1,300   |
| 14    | 12          | Mikhail Kuzmich Stanislav Mikheev         | Ryssland  | 8,488 42,174    | 8,453 41,981 | 1.24,155 | +1,450   |
| 15    | 18          | Justin Snith Tristan Walker               | Kanada    | 8,522 42,100    | 8,531 42,120 | 1.24,220 | +1,515   |
| 16    | 13          | Andriy Kis Yuriy Hayduk                   | Ukraina   | 8,415 42,219    | 8,437 42,136 | 1.24,355 | +1,650   |
| 17    | 14          | Cosmin Chetroiu Ionut Taran               | Rumänien  | 8,506 42,360    | 8,471 42,271 | 1.24,631 | +1,926   |
| 18    | 17          | Luboš Jíra Matěj Kvíčala                  | Tjeckien  | 8,470 42,204    | 8,592 42,459 | 1.24,663 | +1,958   |
| 19    | 20          | Taras Senkiv Roman Zaharkiv               | Ukraina   | 8,721 42,767    | 8,639 42,595 | 1.25,362 | +2,657   |
| 20    | 16          | Paul Ifrim Andrei Anghel                  | Rumänien  | 8,575 43,007    | 8,493 42,466 | 1.25,473 | +2,768   |

TR - Banrekord